# Horst Martini
Horst Martini (* 3. Mai 1954 in Großröhrsdorf) ist ein deutscher Mathematiker.
Nach dem Abitur 1972 und dem Wehrdienst studierte Martini ab 1974 an der PH Dresden Mathematik und Geographie mit dem Abschluss als Diplomlehrer 1978. Da Martini nicht Mitglied der SED war, hatte er nicht direkt die Möglichkeit eine befristete Assistenstelle anzutreten und wurde so zunächst Lehrer für Mathematik, Geographie und Astronomie in Großröhrsdorf. 1980 erhielt er dann doch eine Stelle als wissenschaftlicher Assistent an der PH Dresden und promovierte 1984 dort (Promotion A). 1988 folgte in Jena die Promotion B (Über Minkowskische Streckensummen) und Martini erhielt die Lehrbefähigung. Von 1989 bis 1993 folgte eine Anstellung als ordentlicher Hochschuldozent an der PH Dresden (während dieser Zeit aufgegangen in der TU Dresden) und schließlich war Martini ab 1993 Professor an der TU Chemnitz.
Forschungsgebiete von Martini sind hauptsächlich die konvexe und diskrete Geometrie. Unter seinen über 200 publizierten Arbeiten finden sich auch drei Lehrbücher.
Martini ist Ehrendoktor der Harbin University of Science and Technology in Harbin, Volksrepublik China.

## Schriften (Auswahl)
- mit Vladimir G. Boltyanskij und Petru Soltan:  Excursions into combinatorial geometry. Universitext. Berlin: Springer (1997).
- mit Vladimir G. Boltyanskij und Valeriu Soltan: Geometric methods and optimization problems. Combinatorial Optimization. 4. Dordrecht: Kluwer Academic Publishers (1999).
- mit Konrad J. Swanepoel und Gunter Weiß: The geometry of Minkowski spaces – a survey. I. Expo. Math. 19, No. 2, 97–142 (2001).
- mit Javier Alonso und Senlin Wu: On Birkhoff orthogonality and isosceles orthogonality in normed linear spaces. Aequationes Math. 83, No. 1–2, 153–189 (2012).